# Moknine
Moknine (arabe : المكنين) est une ville du Sahel tunisien située à mi-chemin entre Monastir, à une vingtaine de kilomètres au nord, et Mahdia.

## Géographie
Rattachée au gouvernorat de Monastir, elle constitue une municipalité, comptant 57 111 habitants en 2014, limitée à l'est par la sebkha Moknine, Téboulba et Bekalta, à l'ouest par Touza et Beni Hassen, au nord par Ksar Hellal et au sud par Menzel Fersi et Sidi Bennour.

## Histoire

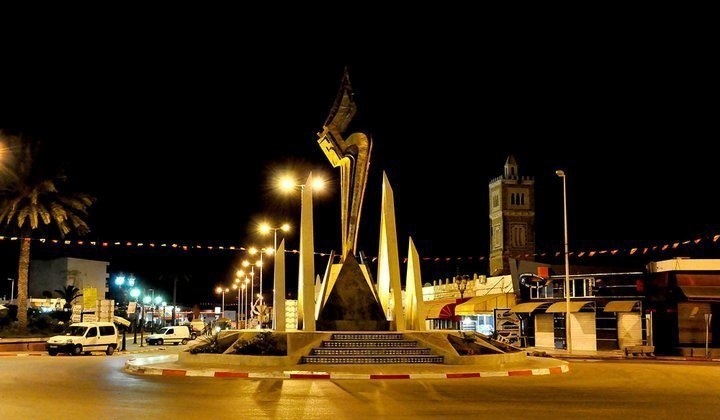
Statue commémorant les évènements du 5 septembre 1934.

Moknine est également une ville militante connue par sa résistance à l'occupant français, durant les évènements du 5 septembre 1934 qui ont causé la mort de plusieurs manifestants venus protester contre l'arrestation ainsi que la déportation des chefs du Néo-Destour,, et riche en personnalités célèbres, notamment politiques.
La ville a longtemps accueilli une importante communauté juive jusqu'à la fondation de l'État d'Israël. Par la suite, cette population a entamé un mouvement d'alya ou de migration vers Sousse.

## Culture

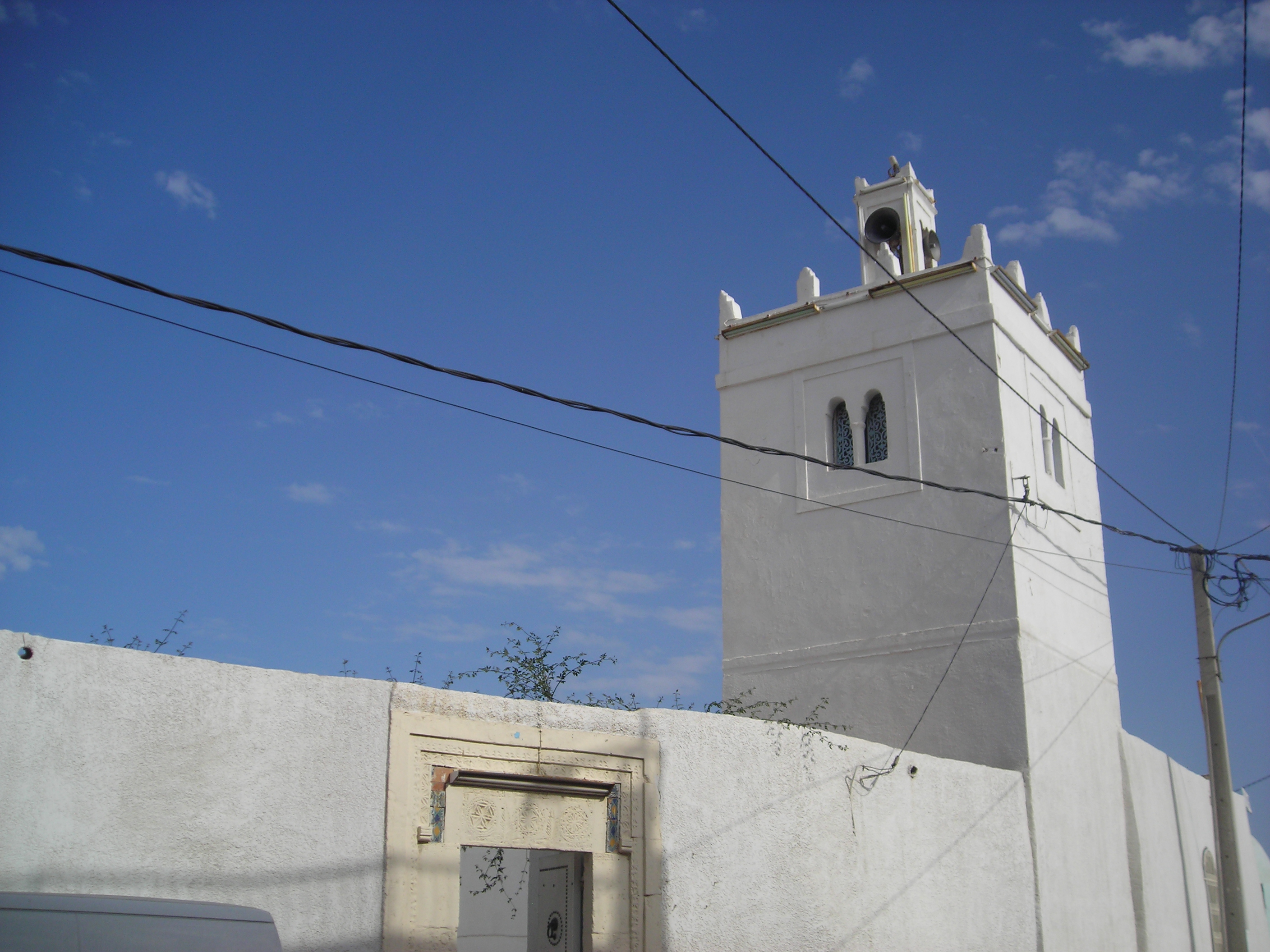
Vue de la mosquée de Sidi Bou Abana.

La mosquée de Sidi Bou Abana, datant du XIIIe siècle, abrite un petit musée : on peut y admirer des Corans anciens, des pièces de monnaie, de la calligraphie arabe et des bijoux. La ville se dote également d'une synagogue désormais abandonnée.
Le festival de poésie Saïd Boubaker se tient à l'été en hommage au poète Saïd Boubaker. La ville est également réputée par ses costumes et poteries. On y trouve aussi de nombreux vestiges byzantins.
La ville abrite un musée archéologique et ethnographique inauguré en 2007.

## Économie
Moknine est un important centre économique du Sahel tunisien grâce à ses industries diverses, bien que celle du textile soit en déclin avec la diminution de la main d'œuvre bon marché qui coïncide avec l'augmentation du niveau de vie, et à la poterie.

## Sport

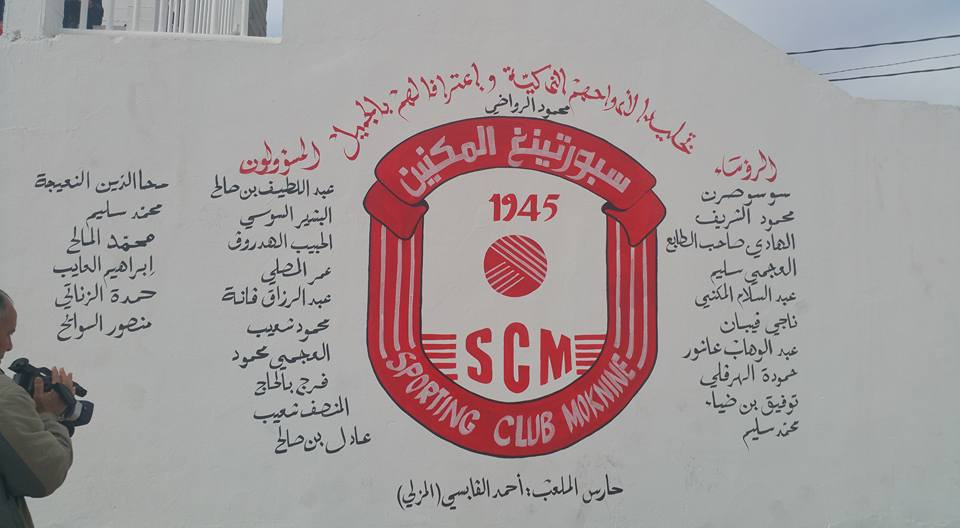
Peinture aux couleurs du Sporting Club de Moknine listant les présidents de 1945 à 2015.

Sur le plan sportif, Moknine se distingue par son club omnisports, le Sporting Club de Moknine, qui compte une section de football et une de handball, qui alimente depuis des décennies l'équipe nationale.